# Emergência: A Serviço da Vida
Emergência: A Serviço da Vida foi uma minissérie mensal de histórias em quadrinhos, apresentando duas das minisséries originais da Marvel da linha The Call Of Duty, criadas para apresentar os paramédicos, policiais e bombeiros de Nova York como heróis. Foi publicada no Brasil pela Editora Panini entre março e julho de 2003.
Uma terceira minissérie foi publicada nos Estados Unidos pela Marvel, intitulada The Call Of Duty: The Precinct, a qual não foi publicada pela Panini no Brasil.
A série foi inteiramente publicada no "formato econômico" da Panini (15 cm x 24,5 cm), e foi uma das últimas publicações da editora nesse formato.

## Publicação pela Panini Comics

### Emergência: A Serviço da Vida (2003)

#### Publicações
- The Call Of Duty: The Brotherhood (#01-#05)
- The Call Of Duty: The Wagon (#02-#05)

#### Edições
| Edição nacional | História 1                            | História 2                            | Data de publicação |
| --------------- | ------------------------------------- | ------------------------------------- | ------------------ |
| #01             | The Call Of Duty: The Brotherhood #01 | The Call Of Duty: The Brotherhood #01 | mar 03             |
| #02             | The Call Of Duty: The Wagon #01       | The Call Of Duty: The Brotherhood #03 | abr 03             |
| #03             | The Call Of Duty: The Wagon #02       | The Call Of Duty: The Brotherhood #04 | mai 03             |
| #04             | The Call Of Duty: The Wagon #03       | The Call Of Duty: The Brotherhood #05 | jun 03             |
| #05             | The Call Of Duty: The Wagon #04       | The Call Of Duty: The Brotherhood #06 | jul 03             |